# Nouă zile dintr-un an
Nouă zile dintr-un an (titlul original: în rusă Девять дней одного года, transliterat: Deviat dnei odnogo goda)  este un film dramatic sovietic, realizat în 1962 de regizorul Mihail Romm, protagoniști fiind actorii Aleksei Batalov, Innokenti Smoktunovski, Tatiana Lavrova, Nikolai Plotnikov.

## Rezumat
Oameni de știință țin dezbateri filozofice despre problematica etică a energiei atomice și în general despre 
impactul și efectele secundare ale descoperirilor științifice. Cel mai obsedat dintre cercetători este liniștitul, inteligentul Dmitri Gusev. Acesta, din sentimentul datoriei își pune viața în pericol, după ce profesorul său care în timpul cercetărilor efectuate a decedat datorită unei supradoze de iradiații. Gusev vrea să continue cercetările spre binele societății, aceasta dând un sens vieții lui. Prietenul său Ilia Kulikov are un caracter foarte complicat, din care cauză are viața grea. Scepticismul și felul său distant, sunt pentru el la fel de naturale ca spiritul de sacrificiu al lui Dimitri.    

## Distribuție
- Aleksei Batalov – Dmitri (Mitia) Gusev, fizician
- Innokenti Smoktunovski - Ilia Kulikov
- Tatiana Lavrova - Liolia, soția lui Gusev, fiziciană
- Nikolai Plotnikov - Profesor Konstantin Sintsovo
- Serghei Blinnikov - Pavel Butov, directorul Institutului de cercetare
- Evgheni Evstigneev - Nikolai Ivanovici, fizician
- Mihail Kozakov - Valeri Ivanovici, fizician
- Valentin Nikulin - invitat la nuntă
- Pavel Springfeld - invitat la nuntă
- Aleksandre Pelevine - invitat la nuntă
- Nikolai Grabbe - Vasili, fizician
- Evgheni Teterin - Evgheni Pokrovski, profesor de biofizică
- Nikolaï Sergheiev - tatăl lui Gusev
- Ada Voițik - Maria Tihonovna, soția lui Sintsov
- Valentina Beliaeva - Tatiana Abramovna, medecina muncii
- Liucena Ovtcinnikova - Nioura, sora mică a lui Gusev
- Iuri Kireev - soțul lui Nioura
- Boris Iașin - fizician-cercetător
- Igor Dobroliubov - fizician
- Iuri Smirnov - fizicianul bărbos
- Anna Pavlova - sora mare a lui Gusev
- Rezo Zsadze - fizician
- Gheorghi Epifanțev - Mitia, donator
- Lev Dourov - ofițer de KGB
- Nadejdea Batiriova - fiziciană
- Zoia Vasilkova - dama cu apa minerală
- Igor Iasulovici - Fiodorov, fizician

## Lansare
A fost lansat în anul 1962 și a avut parte de mare succes comercial, fiind vizionat de 23,9 milioane de spectatori în cinematografele din Uniunea Sovietică.

## Premii și nominalizări
- 1962 - Marele Premiu Globul de Cristal la Festivalul de la Karlovy Vary
- 1962 - Cel mai bun film al anului potrivit sondajului revistei Sovetski ekran